# Тукуна
Тукуна (тикуна) — індіанський народ у Південній Америці загальною чисельністю 41 000 осіб (2000). Проживають у Бразилії (25 000), Колумбії (8000) та Перу (8000). Розмовляють ізольованою мовою тикуна. Нині всі тукуна також володіють португальською мовою.

## Соціальна організація

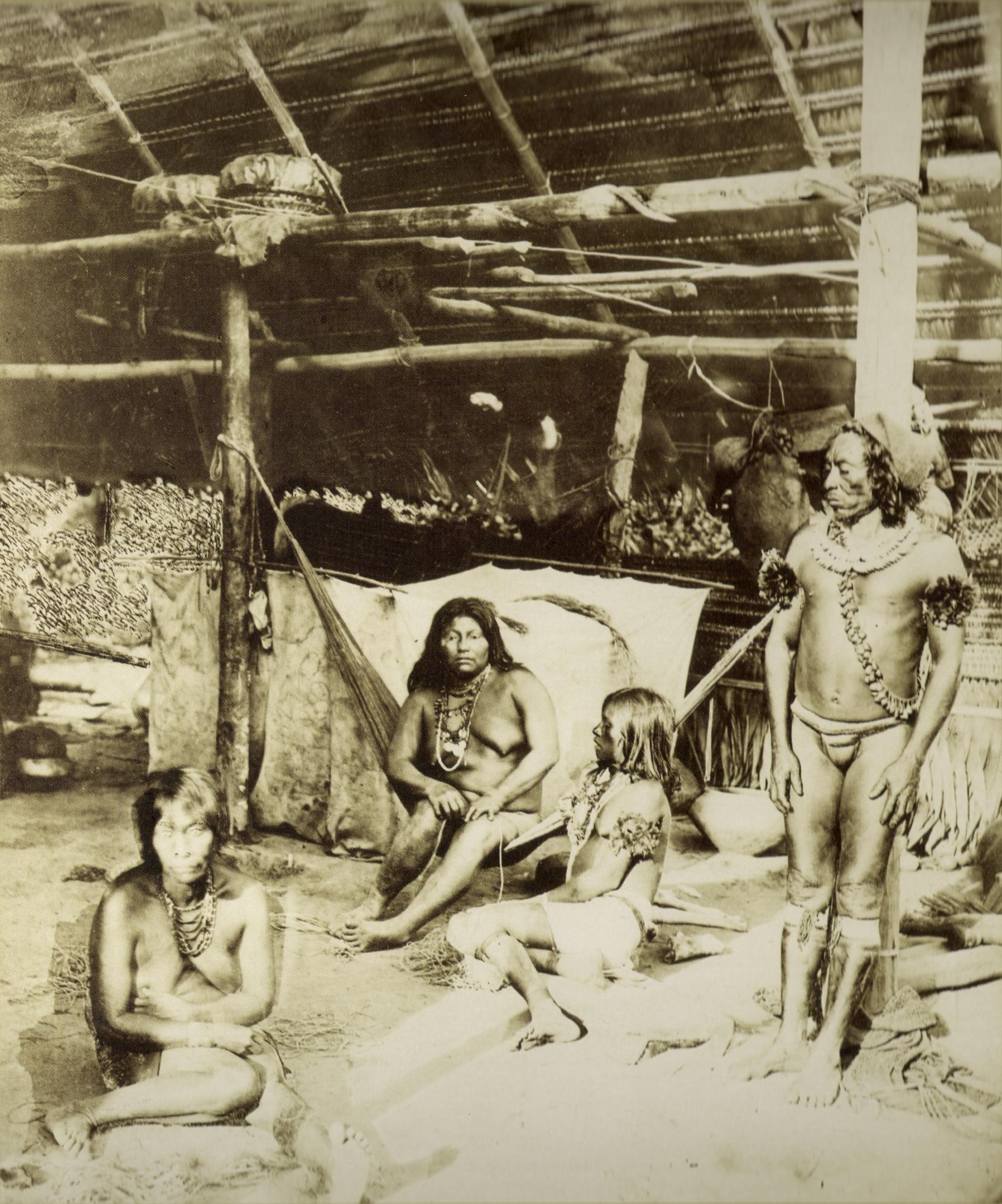
Тукуна (1865)

Суспільство складається з двох екзогамних фратрій, кількох десятків патрилінійних родів. Шлюб матрилокальний.
Основна форма поселення — локальна група, ядром якої є жінки: баби, матері, дочки, онуки.

## Основні заняття
Традиційні заняття — підсічно-вогневе землеробство, полювання, рибальство, гончарна справа та ткацтво. Останнім часом поширена робота за наймом. Головні сільськогосподарські культури — кукурудза та маніок.

## Побут та традиції
Житло — овальне або прямокутне, з двосхилим дахом, іноді на палях.
Одяг чоловіків — набедреник, жінок — спідниця.
Їжа — коржі з борошна маніоку, смажена риба та м'ясо.
Перші європейці з'явилися на Амазонці 1542 року. Тоді ці землі населяли індіанці, які розмовляли тупійськими мовами — омагуа і кокама. Індіанці вимерли внаслідок епідемій та зіткнень із колонізаторами. Про народ тукуна європейці дізналися після експедиції австрійців І. Шпікса та К. Мартіуса (1817—1820).
Одне з найголовніших свят тукуна — Свято юних дів, присвячене настанню зрілості дівчат. Дівчину садили в спеціальне приміщення в общинному будинку (малока), влаштовували вистави з музикою, масками, перевдяганнями, зображуючи демонів. Дівчину намагалися викрасти і видирали їй волосся, залишаючи лисою. Коли через кілька місяців волосся відростало знову, її вважали повноправною жінкою.
Обряд ініціації проходили і юнаки.
Поширені традиційні вірування, протестантизм, католицизм та месіанські культи.

## У мистецтві
- Представником племені тукуна є Каурі, яка управителька бразильського дому Есме з фільму «Сутінки. Сага. Світанок. Частина 1».